# Kurt Aland
Kurt Aland (Steglitz, 28 de março de 1915 — Münster, 13 de abril de 1994) foi um teólogo alemão e professor de Novo Testamento e História da Igreja. Kurt Aland é considerado uma das mais destacadas autoridades do século passado no campo da crítica textual do Novo Testamento.

## Biografia
Após fuga da Alemanha Oriental para Berlim Ocidental em 1958 fundou em 1959, junto com D. Litt. (1915–1994), o Instituto para Pesquisa Textual do Novo Testamento (Institut für neutestamentliche Textforschung), vinculado à Universidade de Münster, que dirigiu até 1993. Desde 1952, Aland se tornou o principal editor do Novum Testamentum Graece de Eberhard Nestle, daí advindo a denominação "Nestle-Aland". Introduziu, junto com Barbara Aland, em 1981 um esquema de catalogação dos manuscritos do Novo Testamento.

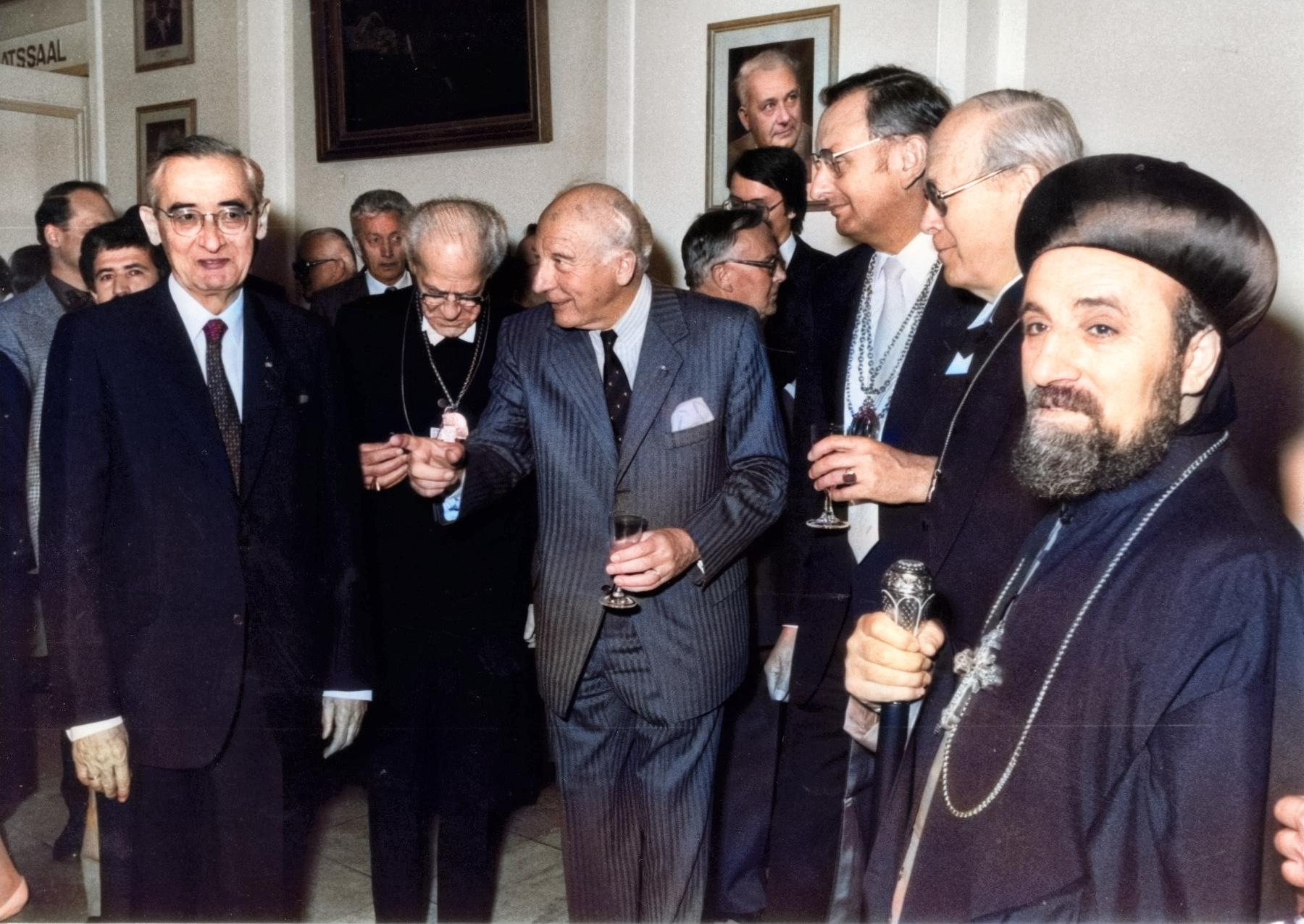
Aniversário de 70 anos de Kurt Aland, da esquerda para direita: Kurt Aland, Hermann Kunst, o presidente da Alemanha Walter Scheel, Wilfried Schlüter, Eduard Lohse, Arcebispo Julius Yeshu Çiçek

## Obra (seleção)
- Spener-Studien, 1943, (=Arbeiten zur Geschichte des Pietismus I. Arbeiten zur Kirchengeschichte vol. 28);
- Kirchengeschichtliche Entwürfe. Alte Kirche - Reformation und Luthertum - Pietismus und Erweckungsbewegung, 1960;
- Die Säuglingstaufe im Neuen Testament und in der alten Kirche. Eine Antwort an Joachim Jeremias, (=TEH; N.F. 86), 1961; Über den Glaubenswechsel in der Geschichte des Christentums, 1961;
- Bibel und Bibeltexte bei August Hermann Francke und Johann Albrecht Bengel. Em: Pietismus und Bibel, (=AGP; 9), 1970, 89-147;
- Taufe und Kindertaufe. 40 Sätze zur Aussage des Neuen Testaments und dem historischen Befund, zur modernen Debatte darüber und den Folgerungen daraus für die kirchliche Praxis - zugleich eine Auseinandersetzung mit Karl Barths Lehre von der Taufe, 1971;
- A Textual Commentary on the Greek New Testament. A Companion Volume to the United Bible Societies Greek New Testament (3. ed.) de B. M. Metzger e do Editorial Committee of the United Bible Societies Greek New Testament (K. Aland, M. Black, C. M. Martini, B. M. Metzger e A. Wikgren), 1971;
- Neutestamentliche Entwürfe, (=Theol. Bücherei, NT; 63), 1979;
- Der Text des Neuen Testaments. Einführung in die wissenschaftlichen Ausgaben sowie in Theorie und Praxis der modernen Textkritik (junto com Barbara Aland), 1982;[nota 1]
- Die Grundurkunde des Glaubens. Ein Bericht über 40 Jahre Arbeit an ihrem Text. Em: Bericht der Hermann Kunst- Stiftung zur Förderung der Neutestamentlichen Textforschung für die Jahre 1982 bis 1984, 1985, 9-75;
- Das Neue Testament - zuverlässig überliefert. Die Geschichte des neutestamentlichen Textes und die Ergebnisse der modernen Textforschung, (=Wissenswertes zur Bibel; 4), 1986;
- Text und Textwert der griechischen Handschriften des Neuen Testaments, vol. I-III (=Arbeiten zur neutestamentlichen Textforschung), 1987 ff.;